# O krasnoludkach i sierotce Marysi (bajka muzyczna)
O krasnoludkach i sierotce Marysi (podtytuł „baśń muzyczna”) – to polska bajka muzyczna z 1973 roku, oparta na powieści dla dzieci Marii Konopnickiej, opublikowana przez Polskie Nagrania „Muza”. Płyta była wydana w dwóch wersjach: monofonicznej (XL 0927) i stereo (SXL 0927). Łączny czas odtwarzania był bardzo długi jak na bajkę muzyczną: aż 44 min 11 sek.

## Ekipa
- Scenariusz: Janina Gillowa i Wiesław Opałek, na podstawie Marii Konopnickiej
- Muzyka: Ryszard Sielicki
- Reżyseria: Wiesław Opałek
- Zespół wokalny i orkiestra pod kierownictwem Ryszarda Sielickiego
- Okładka: S. Saloni
- Reżyser nagrania: W. Piętowski
- Operator dźwięku: M. Jastrzębska-Marciszewska
- Okładka drukowana w ŁDA – Łódzkiej Drukarni Akcydensowej

## Obsada
- Edmund Fidler – narrator
- Jan Matyjaszkiewicz – lis Sadełko
- Wojciech Siemion – Skrobek
- Jolanta Russek-Górzyńska – Marysia
- Teresa Lipowska – królowa Tatra
- Tadeusz Bartosik – król Błystek
- Andrzej Stockinger – Żagiewka
- Wiesław Michnikowski – Koszałek
- Mieczysław Czechowicz – Podziomek
- Maria Janecka – Kuba
- Anna Rojek – Wojtuś
- Elżbieta Gaertner
- Danuta Mancewicz
- Jerzy Dukay
- Jerzy Radwan
- Karol Stempkowski